# Xuân vọng

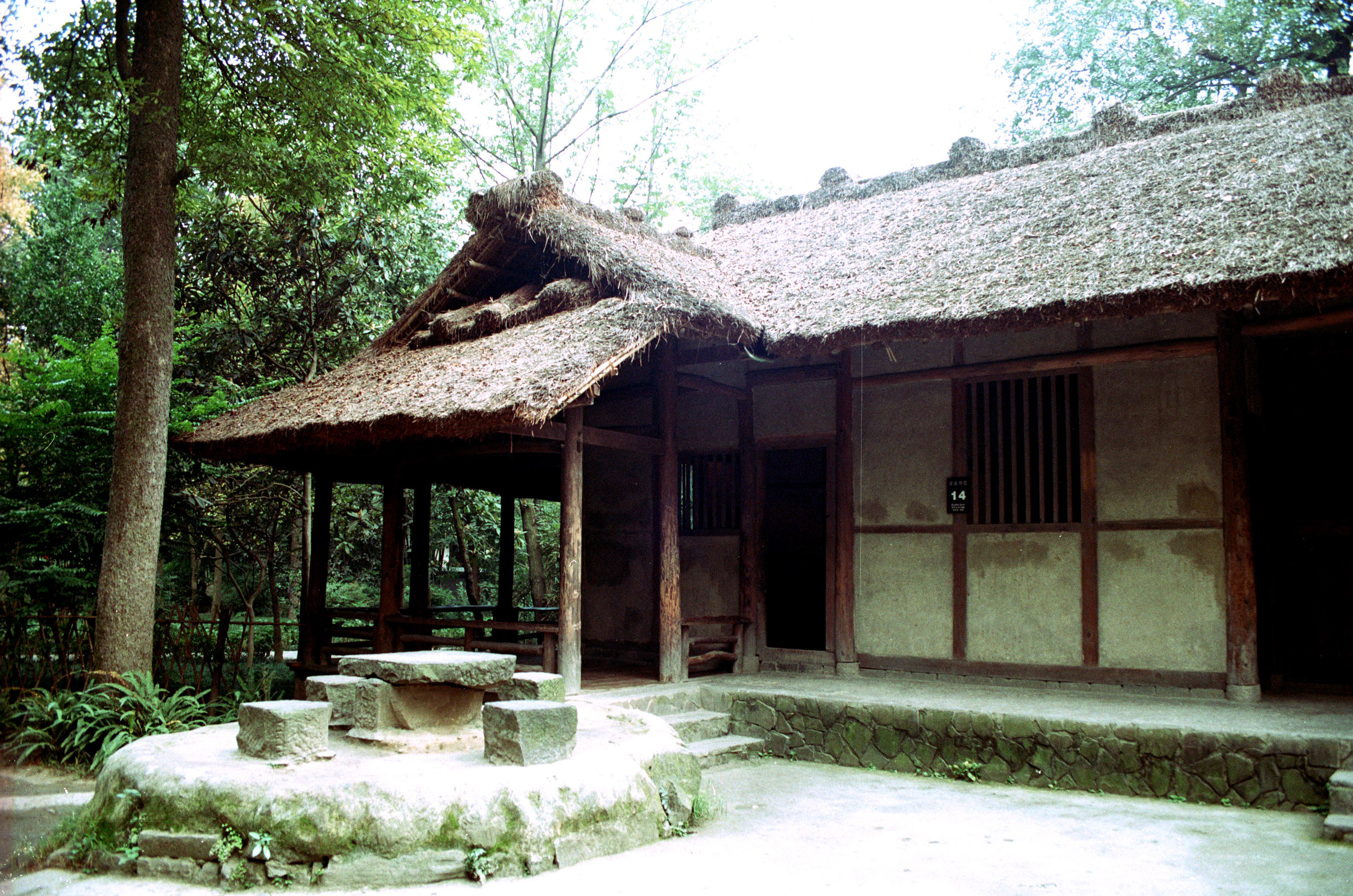
Nhà tranh của Đỗ Phủ, nay nằm ở Tứ Xuyên (Trung Quốc)

Thi phẩm Xuân vọng (chữ Hán: 春望) của nhà thơ Đỗ Phủ (杜甫, 712 - 770) là một trong số nhiều bài thơ hay và nổi tiếng trong nền văn học cổ đại Trung Quốc.

## Hoàn cảnh ra đời
Lúc Đỗ Phủ trở về huyện Phụng Tiên (nay là Bồ Thành, tỉnh Thiểm Tây) thăm gia đình cũng là lúc An Lộc Sơn khởi binh ở Phạm Dương (nay là Bắc Kinh) đánh xuống Lạc Dương, Đồng Quan, thẳng đến Trường An. Ông mang vợ con theo đoàn người dân chạy loạn. Đến Khương Thôn, Đổ Phủ để gia quyến ở đó rồi một mình đi về phía bắc đến Linh Vũ, định tìm Túc Tông (Lý Hanh) vừa mới lên ngôi. Nhưng giữa đường, ông bị quân của An Lộc Sơn bắt, đưa về Trường An. Nhân lúc quân nhà Đường và quân nổi dậy đang đánh nhau, Đổ Phủ liều mạng vượt chiến tuyến, trốn khỏi. Dọc đường ông phải trải qua biết bao gian truân khổ ải mới tới được Phượng Tường (thuộc tỉnh Thiểm Tây). Và rồi với hình dạng "chân đi dép gai, mặc áo rách cùi" ông đến bái kiến vua Đường Túc Tông, được phong làm tả thập di (giám quan)...
Trong sách Lịch sử văn học Trung Quốc cho biết từ tháng 11 năm 755 đến tháng 9 năm 757, tức từ khi An Lộc Sơn làm phản cho đến khi quân Đường lấy lại Trường An, quãng đường đầy khổ cực này chưa đầy hai năm mà cơn bão táp lịch sử đã tôi luyện ông thành một nhà thơ vĩ đại của nền văn học cổ đại Trung Quốc. Trong khoảng thời gian trên, ông liên tiếp cho ra đời hàng loạt những bài thơ bất hủ, như: Ai vương tôn, Bi Trần Đào, Ni Thanh Bản, Ai giang đầu, Hỷ đạt hành tại sở tam thủ, Thuật hoài, Khương thôn, Bắc chinh, Bành nha hành và Xuân vọng (757). 

## Nguyên tác & các bản dịch
Bài thơ Xuân vọng được sáng tác theo thể ngũ ngôn luật.
Giới thiệu thi phẩm này, Trần Trọng Kim viết: Tiền giải nói nước tan; hậu giải nói trong cảnh loạn lạc nhớ nhà, tóc đầu bạc phơ, rụng hết.
Và sách Lịch sử văn học Trung Quốc cũng có đoạn giới thiệu bài Xuân vọng: "Cung đàn nhà thơ Đỗ Phủ vẫn thường gảy là âm điệu thâm trầm ưu quốc đương thời. Thân đói rét mà lòng lại muốn cứu nhân độ thế, sống trong nghèo túng mà không có ý chán đời, đây là điểm khác của ông với nhiều nhà thơ cổ đại Trung Quốc khác. Chính vì yêu nước tha thiết, nên khi nước nhà bị tàn phá thì ông cũng rất đau khổ và thơ ông viết ra cũng đặc biệt xúc động": 
| Nguyên tác: 春望 國破山河在， 城春草木深。 感時花濺淚， 恨別鳥驚心。 烽火連三月， 家書抵萬金。 白頭搔更短， 渾欲不勝簪。 | Phiên âm Hán - Việt: Xuân vọng Quốc phá sơn hà tại, Thành xuân thảo mộc thâm. Cảm thì hoa tiễn lệ, Hận biệt điểu kinh tâm. Phong hoả liên tam nguyệt, Gia thư để vạn kim. Bạch đầu tao cánh đoản, Hồn dục bất thăng trâm. | Bản dịch của Trần Trọng Kim: Nước phá tan, núi sông còn đó, Đầy thành xuân cây cỏ rậm sâu. Cảm thời hoa rỏ dòng châu Biệt ly tủi giận, chim đau nỗi lòng. Ba tháng khói lửa ròng không ngớt, Bức thư nhà, giá đắt bạc muôn. Gãi đầu tóc bạc ngắn ngun, Dường như hết thảy, e khôn búi tròn. | Bản dịch của Trương Văn Tú (Lãng Nhai): Nước mất nhà tan còn sông núi, Xuân thành cây cỏ mọc thâm u. Nhìn hoa hoang dại sầu rơi lệ, Chim kêu hoảng sợ hận biệt ly. Khói lửa binh đao liền ba tháng, Thư nhà nhận được đáng vạn ngân. Tóc bạc như sương càng thưa thớt, E không đủ búi để cài trâm. |

## Thông tin thêm
Thơ Đỗ Phủ được người bao đời nay yêu thích, không chỉ vì nghệ thuật mà còn vì tư tưởng. Lục Du từng nói trong thơ:
Đời chỉ coi ông là nhà thơ,
Khiến ta vỗ ghế dài than thở.
Thừa tướng nhà Nam Tống Văn Thiên Tường (文天祥, 1236 - 1283), là một thi sĩ nổi tiếng & là người anh hùng dân tộc của Trung Quốc. Sau khi ông bị quân Nguyên bắt, nằm trong ngục Yên Kinh, ngày nào cũng đọc thơ Đỗ Phủ và còn tập hợp những bài thơ ngũ ngôn (trong số ấy có bài Xuân vọng) của nhà thơ thiên tài này và nói: "Phàm tôi định nói gì thì Tử Mỹ (Đỗ Phủ) đã nói trước thay tôi rồi".